# Rudolf Junker
Rudolf Junker (* 12. März 1895 in Darmstadt; † 1980) war ein deutscher Konteradmiral der Kriegsmarine.

## Leben
Rudolf Junker trat im April 1913 in die Kaiserliche Marine ein. Bis September 1915 war er als Fähnrich zur See auf der Frauenlob und wurde am 18. September 1915 Leutnant zur See. Anschließend diente er bis Juni 1916 auf der Elbing und dann für ein Jahr auf der Graudenz. Er wurde bis Kriegsende Wachoffizier auf den Torpedobooten V 43, V 45, V 46 und S 49.
Nach dem Krieg wurde er in die Reichsmarine übernommen und hier am 7. Januar 1920 Oberleutnant zur See. Am 1. Mai 1925 wurde er Kapitänleutnant und war 1931 Leiter der Torpedoschule in Flensburg-Mürwik.
1936 war er als Korvettenkapitän (Beförderung am 1. April 1933) in der Gruppe für Unterwasserwaffen im OKM.
Von November 1938 bis Mitte Februar 1943 war er, ab 1. Dezember 1942 Konteradmiral, Chef des Stabes der Torpedoinspektion und war anschließend als Nachfolger von Kurt Utke Kommandeur der Torpedoversuchsanstalt Eckernförde. Am 22. August 1944 wurde er mit dem Deutschen Kreuz in Silber ausgezeichnet. Ab Dezember 1944 war er dann, erneut als Nachfolger von Kurt Utke, bis Ende September 1945 Inspekteur der Torpedoinspektion. Am 18. April 1947 wurde er entlassen.

## Werke (Auswahl)
- In Sachen Bernard Acworth. In: Marine-Rundschau, 1931, S. 491–300.